# Sulis Corona
Sulis Corona est une corona, formation géologique en forme de couronne, située sur la planète Vénus par 44,3° N et 14,2° E. Elle est localisée dans le quadrangle de Bereghinya Planitia. Elle a été nommée en référence à Sulis, déesse britannique des eaux jaillissantes et guérissantes. 

## Géographie et géologie
Sulis Corona couvre une surface circulaire d'environ 136 km de diamètre. 